# I ♥ PARTY PEOPLE
『I ♥ PARTY PEOPLE』（アイ・ラブ・パーティー・ピープル）は、2006年11月15日にDJ OZMAがリリースした1枚目のアルバム 。

## 概要
これまでに発売されたシングルをカップリングを含め全て収録。その他の楽曲もアジアや氣志團等のカバー曲となっている。日本の楽曲も近藤真彦「ケジメなさい」や木村由姫「LOVE & JOY」をカバーしている。CDのみの通常版とDVD付きの限定版を同時発売している。

## 収録曲
括弧内は原曲。
1. Opening～I ♥ PARTY PEOPLE～ （「HAPPY SONG」NORAZO）
2. HAPPY SONG （「HAPPY SONG」NORAZO）
3. アゲ♂アゲ♂EVERY☆騎士 （「Run to you」DJ DOC）
4. Mr.DJ （「Mr.DJ」Goofy）
5. 超! （「Go」U;Nee)
6. KOIBITO （「恋人」氣志團）
7. 純情 〜スンジョン〜 （「純情」コヨーテ）
8. MY WAY （「好きにしろ」DJ DOC）
9. LOVE&JOY （「LOVE & JOY」木村由姫）
10. ケジメなさい （「ケジメなさい」近藤真彦）
11. DISCO KING （「ディスコ王」 コヨーテ）
12. BOYS BRAVO! （「BOYS BRAVO!」氣志團）
13. 朝がくる度 （「朝がくる度」氣志團）
14. One Night （「One Night」DJ DOC）
15. Together （「Together」コヨーテ）